# 阿里山賓館

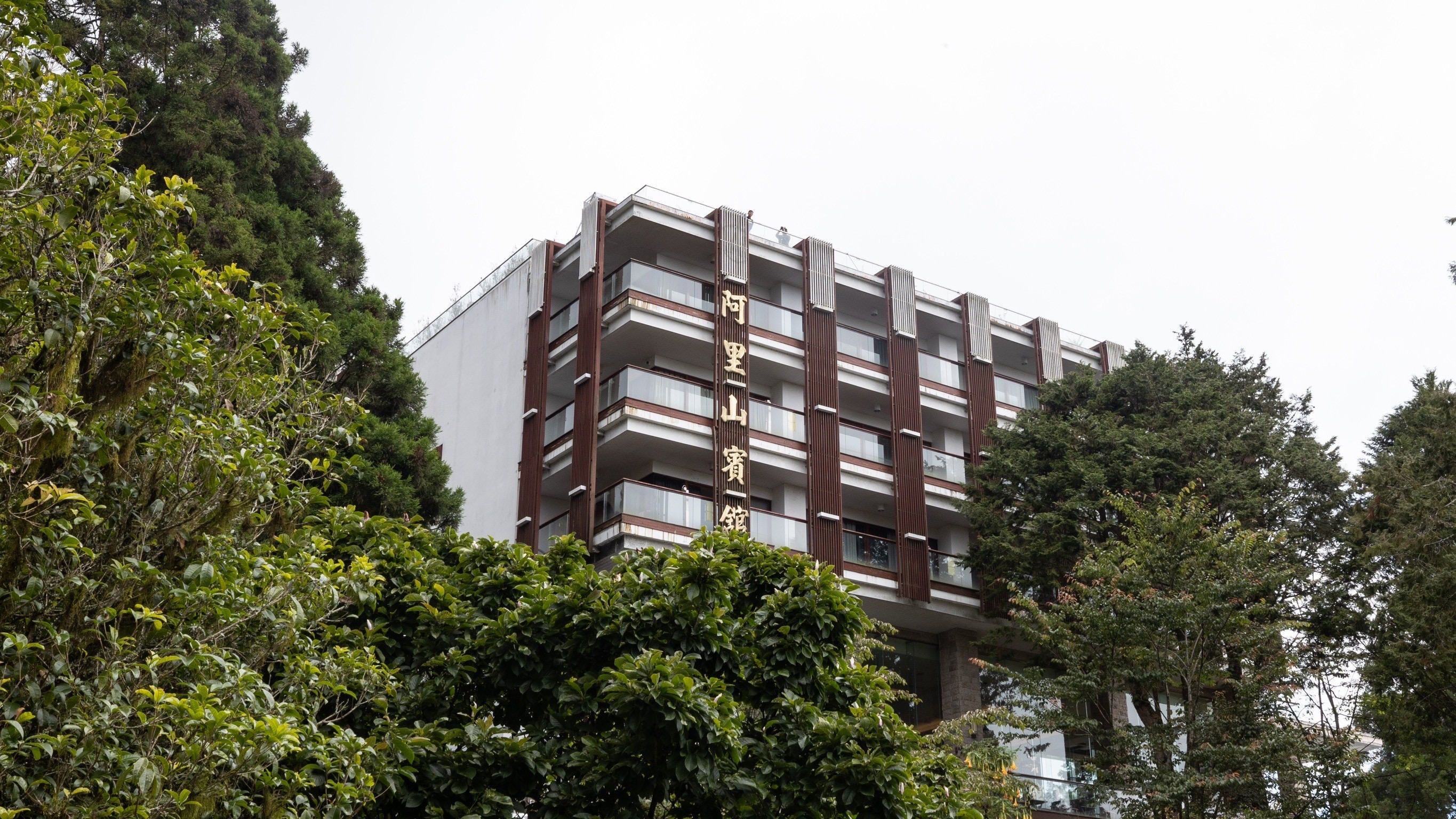
阿里山賓館

阿里山賓館，是位於嘉義縣阿里山鄉阿里山森林遊樂區內祝山林道旁的旅館，其前身為台灣日治時期1912年興建的「阿里山林場俱樂部」。1965年林務局斥資修繕並保留原有檜木建築，另改建原林場單身宿舍為鋼筋水泥樓房，規畫出16間套房、7間日式疊席房，更名為阿里山賓館迄今。賓館由林業保育署管轄，2003年以BOT案促參案委由民間公司另建現代館，為全臺最高海拔的度假飯店。

## 歷史

### 日治時期
1913年台灣總督佐久間左馬太任內設立「阿里山林場俱樂部」管理阿里山山脈的林木資源開發，方便林場人員膳宿與出差休憩，建物原始初建為三棟建築體，主棟建物是日本軍官辦公廳及起居宿舍、側棟華南寮是臺人為日人工作的宿舍、後棟工寮則是伐木工人的棲所，主要以阿里山檜木興建，採用木構榫接工法。該建築群早年曾遭祝融焚毀，僅採「切妻造」屋頂、「中柱式屋架」和「洋小屋」風格的主棟建築倖存。

### 民國時期
1945年戰後更名為「林務局阿里山招待所」。1965年修繕後更名為「阿里山賓館」，建築風格由傳統日式變更為「木造棟」，相鄰的原林場單身宿舍則改建為「水泥棟」，兩棟同屬歷史館。賓館自成立以來專務於招待貴賓及公務，曾先後接待過九位臺灣總督與歷位中華民國總統，其中的「701套房」曾接待過含蔣中正與蔣宋美齡夫婦、嚴家淦、蔣經國、李登輝、陳水扁等人在內的歷任政要。1986年，新加坡總理李光耀應邀來訪同樣於此下榻。
2002年，林業保育署先以OT案委由「朝麗旅館經營管理顧問公司」合作經營後由該公司於隔年取得BOT資格。2012年，現代館於歷史館東側新建啟用並提供住宿服務，附設會議廳、SPA、各式餐廳、歌舞表演場、健身房等設施。
2018年，歷史館「1913阿里山舊事所」成為「嘉義縣的第14個地方文化館」。2020年，阿里山賓館由「石川傳媒集團」取得經營權。

## 外部連結
- 阿里山賓館官網 （页面存档备份，存于）
- 阿里山賓館的Facebook專頁
- 阿里山賓館的Instagram帳戶